# Белое Рождество
«Белое Рождество» (англ. White Christmas) — рождественский спецвыпуск телесериала «Чёрное зеркало». Главные роли исполнили Джон Хэмм, Уна Чаплин и Рэйф Сполл. Сценарий написал создатель сериала Чарли Брукер. Премьера состоялась на Channel 4 16 декабря 2014 года.

## Сюжет

### Пролог
Джо Поттер (Рэйф Сполл) и Мэтт Трент (Джон Хэмм) работают на маленькой станции посреди снежной пустыни. Джо просыпается рождественским утром и видит, что Мэтт готовит праздничный ужин, по радио играет песня «I Wish It Could Be Christmas Everyday». Мэтт пытается разговорить Джо и выяснить, как он попал на работу на эту станцию, поскольку за пять лет совместной работы они никогда не обсуждали эту тему. Джо не хочет говорить об этом, зато спрашивает то же самое у Мэтта. Обрадовавшись, что разговор удалось завязать, Мэтт начинает свой рассказ.

### Часть 1
История происходит в мире, где люди имеют доступ к интернету через устройство дополненной реальности, которое имеет название «Зет-Глаз». Мэтт помогает одиноким мужчинам найти себе девушку. Он отправляет своего очередного клиента Гарри (Расмус Гардикер) на рождественский корпоратив в одной из компаний и поддерживает с ним связь через Зет-Глаз. К ним через конференц-связь присоединяется группа одиноких мужчин, которые также комментируют всё происходящее. Используя информацию из социальных медиа, которую ему удалённо предоставляет Мэтт, Гарри убеждает присутствующих, что они давно его знают, и решает соблазнить Дженнифер (Наталия Тена) — тихую «привлекательную аутсайдершу», которая не поддерживает общей беседы. Они знакомятся, Дженнифер признаётся ему, что ранее употребляла наркотики и хочет покинуть компанию после этого Рождества. Она нервничает, потому что не знает, какой из голосов слушать: один говорит «сделай это», другой отказывает. Гарри рекомендует ей решиться на поступок, Дженнифер воспринимает это тепло. Она идёт за выпивкой, а у Гарри начинается спор с Мэттом и другими наблюдателями, он начинает говорить слишком громко. Дженнифер замечает это и зовёт его к себе домой.
Надеясь на секс, Гарри соглашается. Они заходят в спальню, Дженнифер предлагает крепкую выпивку и говорит, что это поможет им избавиться от голосов. Гарри и остальные понимают, что Дженнифер страдает шизофренией и только что отравила его. Она ошибочно считает, что Гарри тоже болен, и хочет обоих освободить от «голосов» через суицид. Ослабленный Гарри отчаянно пытается рассказать ей о Зет-Глазе, но Дженнифер убеждена, что он говорит метафорически, и вливает яд ему в горло, а потом выпивает сама. Жена Мэтта узнаёт, чем он занимается, и блокирует его с помощью Зет-Глаза — теперь они не видят и не слышат друг друга, на месте человека виден лишь размытый силуэт. Мэтт признаётся, что это было лишь его хобби, и начинает рассказывать про свою настоящую работу.

### Часть 2
Грета (Уна Чаплин) — богатая и привередливая женщина. Ей делают операцию, она переживает «внетелесный опыт». Её сознание скопировали и переместили в чип в специальном устройстве. Устройство приносят в дом Греты, где её скопированное и напуганное сознание встречает Мэтт. Он объясняет, что она не настоящая Грета, а только цифровая копия. Эту технологию разработали, чтобы контролировать умный дом и помогать настоящей Грете, чтобы она больше не имела нужды объяснять другим, что надо сделать. Мэтт создаёт виртуальное тело для цифровой копии и размещает её в симулированной белой комнате, в которой нет ничего, кроме контрольной панели. Копия отказывается принять тот факт, что она не человек, и не хочет быть рабыней. Работа Мэтта — сломить волю цифровой копии, но так, чтобы та не сошла с ума. Он ускоряет восприятие времени копии, поэтому три недели проходят за несколько секунд. Она травмирована своим одиночеством в комнате и тем, что там нечем заняться; несмотря на это она до сих пор отказывается работать. Мэтт повторяет процедуру и заставляет её прожить шесть месяцев за несколько секунд. Она находится на грани безумия, поэтому принимает свою новую роль.
На следующее утро Грета просыпается под свою любимую музыку, и её копия, чей дух окончательно сломлен, готовит ей точь-в-точь такой завтрак, как Грета любит, и показывает ей список задач на сегодня.
Джо возмущён тем, что Мэтт построил карьеру, пытая программы, которые имеют человеческое сознание. Мэтт понимает, что Джо эмпатичный человек, и опять спрашивает у него, как он оказался на станции. Джо говорит, что отец его девушки никогда его не любил, и рассказывает свою историю.

### Часть 3
Джо имел длительные отношения с Бет (Джанет Монтгомери), и хотя они в основном были счастливы, у них были проблемы из-за глупого поведения Джо навеселе. Однажды за ужином с друзьями Джо замечает, что Бет в плохом настроении. Вынося мусор, он находит там положительный тест на беременность и радуется тому, что станет отцом. Бет говорит, что не хочет ребёнка и сделает аборт. Джо, будучи пьяным, чувствует себя раздавленным, вспоминает, что Бет не отказывалась от алкоголя во время ужина, и обвиняет в попытке убийства их ребёнка. Слишком расстроенная, чтобы спорить, Бет блокирует его через Зет-Глаз. Она оставляет его утром, так и не сняв блок, чтобы он не смог извиниться.
Через несколько месяцев Джо замечает силуэт Бет (блокировка через Зет-Глаз всё ещё действует) и замечает, что она до сих пор беременна. Он молит её о прощении, но вместо этого его арестовывают и уже официально блокируют для неё и её ребёнка. Он пишет письма с извинениями, но не получает ответа. Желая увидеть своего ребёнка, он едет к коттеджу отца Бет, куда она приезжает каждое Рождество. Издалека он видит силуэты Бет и её ребёнка. Он продолжает приезжать туда в течение следующих 4 лет, каждый раз оставляя подарки для ребёнка. Также ему удалось выяснить по силуэту, что это — девочка.
Однажды, смотря новости, Джо узнаёт, что Бет погибла в катастрофе на железной дороге. Блокировка больше не действует, поэтому он теперь может увидеть своего ребёнка. Он покупает ей снежный шарик в подарок и едет к коттеджу отца Бет. Он находит там девочку и видит, что у неё азиатские черты лица, и понимает, что Бет изменяла ему с его коллегой, именно по этой причине хотела сделать аборт и не позволила Джо стать частью жизни ребёнка. Разъярённый, Джо затевает ссору с отцом Бет, и тот признаётся, что уничтожал все его письма до того, как Бет могла их прочитать. Джо бьёт его игрушкой, которую принёс в подарок, и случайно убивает. Он убегает из дома, а через несколько месяцев его арестовывают.

### Эпилог
Мэтт спрашивает, что случилось с дочерью Бет. Сначала Джо утверждает, что не знает, но потом вспоминает, что полицейский рассказал ему, что когда она нашла деда мёртвым, то пошла на улицу и там замёрзла насмерть. Джо признаётся, что виновен в смерти двух невинных людей. Мэтт выглядит довольным и говорит, что он выбил «признание». Джо осознаёт, что не помнит, как он оказался на станции, и что они вообще там делают, позже он понимает, что кухня на станции — это копия кухни в коттедже отца Бет. Мэтт исчезает. Оказывается, «Джо» — на самом деле цифровая копия подобно копии Греты, а настоящий Джо отказывается давать признательные показания, поэтому полиция привлекла Мэтта, чтобы он добился признания от копии. Для Джо события на станции проходили в течение 5 лет, хотя на самом деле прошло около 70 минут.
За сотрудничество с полицией Мэтт просит освободить его. Офицер Голдер (Робин Уивер) объясняет, что его освободят, но он как асоциальный элемент будет заблокирован от всех. Мэтт выходит из участка на Рождественскую ярмарку и видит всех людей в форме размытых силуэтов.
Тем временем офицеры увеличивают скорость времени для копии Джо, чтобы он прожил тысячу лет за одну минуту реального времени и устанавливают песню «I Wish It Could Be Christmas Everyday» (которая играла по радио, когда Джо убил отца Бет) на бесконечный повтор. Копия Джо пытается уничтожить радио, однако оно каждый раз появляется целым и невредимым на том же самом месте и с каждым разом играет всё громче. История заканчивается бесконечным повтором песни.

## Производство

### Кастинг
Приглашённые актёры для спецэпизода — Джон Хэмм, Уна Чаплин и Рэйф Сполл. Позже Хэмм признался, что он фанат «Чёрного зеркала» и Чарли Брукера. «Это очень странная история. Я спросил своего агента, могу ли встретиться с мистером Брукером. Я даже не знал, что мы работаем над третьим сезоном, над спецэпизодом, я просто кайфовал от этой работы». В отличие от Хэмма, Сполл согласился на участие, не видя до этого сериала — он был лишь знаком со сценарием предыдущего эпизода. Уна Чаплин, которая вследствие своего успеха в Игре престолов переехала из Британии в Лос-Анджелес, также хвалила сценарий: «Я летела туда, чтобы остаться на год, но за неделю я прочитала сценарий и улетела обратно в Великобританию, чтобы принять в этом участие».

### Связи
В этом эпизоде есть несколько отсылок к предыдущим эпизодам «Чёрного зеркала»:
- В начале эпизода один из мужчин из «клуба знакомств» имеет ник «Я_ВАЛДО».
- Технология Зет-Глаза подобна устройству, что используется в эпизоде «История всей твоей жизни».
- Когда Джо переключает каналы, видно шоу из эпизодов «Момент Валдо» и «15 миллионов заслуг».
- Тест на беременность, который Джо находит в мусоре, — такой же, как в эпизоде «Я скоро вернусь».
- Бегущая строка в новостях упоминает о премьер-министре из эпизода «Национальный гимн», а также Викторию Скилейн из «Белого медведя» и Лиама Монро из «Момента Валдо».
- Бетани поёт в караоке «Anyone Who Knows What Love Is» — ту самую песню, которую Эби пела в эпизоде «Пятнадцать миллионов заслуг»[5][6]. Эта же песня звучит из автомата по продаже пиццы в серии «Крокодил».

## Отзывы
Эпизод был хорошо принят критиками.
Бен Бомонт-Томас из The Guardian похвалил сатирическую составляющую эпизода.

Обозреватель The Telegraph Марк Монаган поставил эпизоду 4/5, отметив, что история была очень напряжённой, и отнёс «Белое Рождество» к числу лучших эпизодов «Чёрного зеркала»: 
«Он нарочно преувеличивает уровень современных технологий и служит неким „Ужасом накануне Рождества“, призванным предотвратить превращение людей в рабов своих гаджетов».